# Хатчерсон, Джош
Джо́шуа Ра́йан (Джош) Ха́тчерсон (англ. Joshua Ryan (Josh) Hutcherson, род. 12 октября 1992, Юнион, Кентукки, США) — американский актёр и кинопродюсер. Наиболее известен по ролям Пита Мелларка в серии фильмов «Голодные игры» и Майка Шмидта в фильме «Пять ночей с Фредди».

## Биография

### Ранние годы
Джош Хатчерсон родился в Юнионе (штат Кентукки) в семье бывшей сотрудницы авиакомпании «Delta Air Lines» Мишель Файтмастер (теперь она ассистент Джоша) и аналитика из организации USEPA (американская организация по охране окружающей среды) Криса Хатчерсона. У Джоша есть младший брат Коннор (род. 2 мая 1996 года). Также у Джоша есть две собаки — Дизель и Никсон (боксёр). У Джоша английское, шотландское, ирландское и немецкое происхождение. На данный момент Джош живёт в Калифорнии.

### Карьера
Джош хотел стать актёром ещё в четырёхлетнем возрасте, но осуществил свою мечту лишь в 9 лет, после успешного прослушивания в 2002 году. Желание стать актёром пробудил в Хатчерсоне Джейк Джилленхол, известный актёр стал вдохновением четырёхлетнего мальчика.
Он начал работать в начале 2000-х годов, появившись в нескольких незначительных кино- и телевизионных ролях. Он получил широкую известность в главных ролях фильмов «Маленький Манхэттен» (2005 год), «Затура: Космическое приключение» (2006 год), комедия «Дурдом на колесах» (2005 год), в 2007 году снялся в семейном приключенческом фильме «Пожарный пёс», и в экранизации «Мост в Терабитию», «Путешествие к центру Земли» и «История одного вампира». 30 марта 2008 года Хатчерсон выиграл «Young Artist Award» как молодой актёр. Хатчерсон также был представлен на одном из самых популярных подростковых шоу «MTV Cribs». Среди его работ также роли Роберта в фильме «Красный рассвет» и Пита Мелларка в фильме «Голодные игры».
В 2016 году стартовали съёмки сериала «Человек будущего», в котором Джош сыграл главную роль. 16 марта 2016 года вышло музыкальное видео DJ Snake под названием Middle, в котором Джош снялся с актрисой Кирси Клемонс.

### Активизм
В 2011 году Хатчерсон присоединился к кампании Straight But Not Narrow, направленной на борьбу с гомофобией и повышение толерантности к секс-меньшинствам среди гетеросексуальных людей. За поддержку ЛГБТ-сообщества в 2012 году был удостоен премии «Авангард» от Альянса геев и лесбиянок против диффамации.

### Личная жизнь
С 2013 года Хатчерсон встречается с актрисой Клаудией Трейсак, партнёршей по фильму «Потерянный рай».

## Фильмография
| Год       |     | Русское название                           | Оригинальное название                    | Роль                                 |
| --------- | --- | ------------------------------------------ | ---------------------------------------- | ------------------------------------ |
| 2002      | тф  | Стать Гленом                               | Becoming Glen                            | маленький Глен                       |
| 2002      | тф  | Домашний переполох                         | House Blend                              | Ники Харпер                          |
| 2002      | с   | Скорая помощь                              | ER                                       | Мэтт                                 |
| 2003      | ф   | Американское великолепие                   | American Splendor                        | Робин                                |
| 2003      | с   | Женская бригада                            | The Division                             | Мэттью Инвуд                         |
| 2003      | тф  | Чудесные псы                               | Miracle Dogs                             | Чарли Логан                          |
| 2003      | тф  | Дикие деньки                               | Wilder Days                              | Крис Морс                            |
| 2003      | с   | Линия огня                                 | Line of Fire                             | Донни Роулингс                       |
| 2004      | ф   | Короли мототрека                           | Motocross Kids                           | ТиДжей                               |
| 2004      | мф  | Полярный экспресс                          | The Polar Express                        | маленький мальчик (голос)            |
| 2004      | тф  | Отец Эдди                                  | Eddie's Father                           | Эдди Корбетт                         |
| 2004      | мф  | Веселая повозка                            | Party Wagon                              | Тод И. Бартли (голос)                |
| 2004      | мф  | Ходячий замок                              | Howl's Moving Castle                     | Маркл (голос)                        |
| 2004      | мс  | Лига Справедливости                        | Justice League Unlimited                 | Ван-Эл / маленький Брюс Уэйн (голос) |
| 2005      | ф   | Последняя поездка                          | One Last Ride                            | Джоуи                                |
| 2005      | ф   | Бей и кричи                                | Kicking & Screaming                      | Баки Уэстон                          |
| 2005      | ф   | Маленький Манхэттен                        | Little Manhattan                         | Гейб                                 |
| 2005      | ф   | Затура: Космическое приключение            | Zathura: A Space Adventure               | Уолтер                               |
| 2006      | ф   | Дурдом на колесах                          | RV                                       | Карл Мунро                           |
| 2007      | ф   | Мост в Терабитию                           | Bridge to Terabithia                     | Джесс Ааронс                         |
| 2007      | ф   | Пожарный пес                               | Firehouse Dog                            | Шейн                                 |
| 2008      | ф   | Полёт длиною в жизнь                       | Winged Creatures                         | Джимми Джасперсен                    |
| 2008      | ф   | Путешествие к центру Земли                 | Journey to the Center of the Earth       | Шон Андерсон                         |
| 2009      | ф   | История одного вампира                     | Cirque du Freak: The Vampire's Assistant | Стив «Леопард» Леонард               |
| 2010      | ф   | Детки в порядке                            | The Kids Are All Right                   | Лазер                                |
| 2010      | кор | Третье правило                             | The Third Rule                           | Чак                                  |
| 2011      | ф   | Наказание                                  | Detention                                | Клэптон Дэвис                        |
| 2012      | ф   | Путешествие 2: Таинственный остров         | Journey 2: The Mysterious Island         | Шон Андерсон                         |
| 2012      | ф   | Голодные игры                              | The Hunger Games                         | Пит Мелларк                          |
| 2012      | ф   | Гавана, я люблю тебя                       | 7 Days in Havana                         | Тедди Аткинс                         |
| 2012      | ф   | Кармел                                     | The Forger                               | Джошуа Мэйсон                        |
| 2012      | ф   | Неуловимые                                 | Red Dawn                                 | Роберт Китнер                        |
| 2013      | мф  | Эпик                                       | Epic                                     | Нод (голос)                          |
| 2013      | ф   | Голодные игры: И вспыхнет пламя            | The Hunger Games: Catching Fire          | Пит Мелларк                          |
| 2014      | ф   | Голодные игры: Сойка-пересмешница. Часть 1 | The Hunger Games: Mockingjay – Part 1    | Пит Мелларк                          |
| 2015      | ф   | Потерянный рай                             | Escobar: Paradise Lost                   | Ник Брэйди                           |
| 2015      | ф   | Голодные игры: Сойка-пересмешница. Часть 2 | The Hunger Games: Mockingjay – Part 2    | Пит Мелларк                          |
| 2015      | кор | Ржавый                                     | The Rusted                               | Макс                                 |
| 2016      | ф   | И проиграли бой                            | In Dubious Battle                        | Винни                                |
| 2016      | кор | Обезьяна                                   | Ape                                      | Трэвис                               |
| 2017      | ф   | Горе-творец                                | The Disaster Artist                      | Филип Хэлдимон                       |
| 2017      | ф   | Убить за лайк                              | Tragedy Girls                            | Тоби Митчел                          |
| 2018      | мф  | Эллиот                                     | Elliot the Littlest Reindeer             | Эллиот (голос)                       |
| 2017—2020 | с   | Человек будущего                           | Future Man                               | Джош Футтарман                       |
| 2019      | ф   | Игра с огнём                               | Burn                                     | Билли                                |
| 2019      | с   | Пакита Салас                               | Paquita Salas                            | Райан                                |
| 2022      | ф   | За рекой, в тени деревьев                  | Across the River and Into the Trees      | Джексон                              |
| 2023      | ф   | 57 секунд                                  | 57 Seconds                               | Франклин                             |
| 2023      | ф   | Пять ночей с Фредди                        | Five Nights at Freddy’s                  | Майк Шмидт                           |
| 2024      | ф   | Пчеловод                                   | The Beekeeper                            | Дерек Дэнфорт                        |
| 2025      | ф   | Пять ночей с Фредди 2                      | Five Nights at Freddy’s 2                | Майк Шмидт                           |
|           | ф   | Долгий дом                                 | The Long Home                            | Нейтан Винер                         |
|           | ф   |                                            | Littlemouth                              |                                      |

### Режиссёр
- 2016 — Обезьяна / Ape

### Продюсер
- 2011 —  Наказание / Detention
- 2014 — Потерянный рай / Escobar: Paradise Lost
- 2015 — Ржавый / The Rusted
- 2016 — Crowbar Smile
- 2016 —  Обезьяна / Ape
- 2017 — Человек будущего / Future Man